# Hilari Arlandis i Esparza
Hilari Arlandis i Esparza (Barcelona, 5 de gener de 1888- Figueres, 3 de febrer de 1939) fou un sindicalista fill d'Hilari Arlandis i Font i d'Amparo Esparza i Guillén originaris de Cullera (País Valencià), que treballava com a obrer marbrista funerari. Es va casar amb Joana Colom.
Fou delegat per València en el ple de la CNT de Barcelona el 1921, i resultà elegit per a la delegació que havia d'anar al primer Congrés de la Internacional Sindical Roja amb Joaquim Maurín, Andreu Nin, Jesús Ibáñez i Gaston Leval. A la Conferència de Saragossa de 1922 Arlandis va votar en contra que la CNT se separés de la Internacional Comunista. Al perdre la votació, Arlandis va abandonar la CNT per ingressar en la Federació Comunista de Levante, la qual després s'integrà al Partit Comunista d'Espanya, llavors feu de redactor al seu periòdic corporatiu La Batalla a Barcelona. Hagué d'exiliar-se a França amb Julián Gorkin a causa de les seves campanyes contra la guerra del Marroc; retornà a Espanya en plena dictadura de Miguel Primo de Rivera i fou empresonat a Barcelona. Figurà a la Federació Comunista Catalanobalear i després al Bloc Obrer i Camperol, del comitè executiu del qual fou membre i un dels propagandistes més actius.
Durant la guerra civil espanyola va participar de la fundació del PSUC el juliol del 1936 i en va esdevenir un actiu propagandista. Va morir durant un bombardeig de l'aviació franquista quan marxava altre cop cap a l'exili a França.